# Terremoto de Guerrero de 1907
El terremoto de Guerrero de 1907, también conocido como Terremoto de Acapulco-San Marcos de 1907, fue un sismo ocurrido alrededor de las 23:30 hora local (05:30 UTC) del domingo 14 de abril de 1907, que alcanzó una magnitud de 7.9 (MW). El epicentro se localizó en la costa de Guerrero, entre el puerto de Acapulco y la localidad de San Marcos, en el sur de México.
Acapulco y otras localidades cercanas a la zona epicentral fueron las poblaciones más afectadas, además de los daños sufridos en la Ciudad de México. El movimiento telúrico estuvo acompañado posteriormente por un tsunami que afectó la costa de Guerrero. Es considerado uno de los sismos más grandes registrados en México a principios del siglo XX.

## Geología

### Origen
El sismo fue de tipo trepido-oscilatorio con una magnitud de 7,9 (MW), según lo registra el Servicio Sismológico Nacional en un listado publicado en 1985 como Grandes sismos sentidos en la Ciudad de México a través de su historia. Aunque la Sociedad Mexicana de Ingeniería Sísmica y otras fuentes del Instituto de Geofísica de la UNAM sostienen que alcanzó una magnitud de 8,2 (MW). Se estima que tuvo una duración de un minuto y medio, aunque nativos del lugar afirman que llegó a durar hasta cinco minutos. Su epicentro fue registrado muy cercano al puerto de Acapulco, en la región sísmica conocida como Brecha de Guerrero.
- 7.5

- 7.6

- 7.7

- 7.8

- 7.9

- 8.0

- 8.1

- 8.2

## Daños

### Guerrero

#### Tsunami
En el puerto de Acapulco, algunas de las familias que habían perdido su hogar con el sismo o que simplemente habían decidido no regresar a éstos por sus severos daños, optaron por acampar provisionalmente en el plaza principal del puerto y en las calles centrales. Media hora después del sismo, se registró un tsunami que devastó las partes bajas de la población en donde se introdujo una corriente con embarcaciones hasta donde lo que hoy es la importante avenida Cuauhtémoc (Zona Centro) del puerto. Esto a su vez hizo prevalecer un severo ambiente de pánico, confusión y desesperación ya que en aquel entonces Acapulco no contaba con energía eléctrica. Gran parte de las partes bajas cercanas al litoral de la bahía de Acapulco resintieron los embates del mar que inundaron playas, campos, huertas y muchos áreas que en 1907 aún no estaban habitadas.
Acapulco no registró víctimas mortales, sólo se reportaron cuantiosos daños materiales que llevarían a los pobladores varios meses reparar y restablecer a la normalidad.

### Ciudad de México
El sismo se sintió notablemente en la porción centro-sur del país, particularmente en la Ciudad de México, en donde algunos edificios sufrieron cuarteaduras, entre ellos, el Palacio Nacional, la Catedral y los templos de Santo Domingo y Santa María la Redonda. También se reportó el colapso del Colegio Salesiano, la destrucción de la cañería de Chapultepec, el colapso de un muro en la cárcel de Belén, localizada en la colonia Doctores, así como diversos daños en varias casas. En las calles se abrieron numerosas grietas en el pavimento, en especial en la calle Mosqueta, siendo la más notable una de 218 metros de largo. Dejó 2,000 muertos y 4,000 heridos.